# Wolfgang Larrazábal
Wolfgang Larrazábal, né le 5 mars 1911 à Carúpano (Venezuela) et mort le 27 février 2003 à Caracas (Venezuela), est un militaire et homme d'État vénézuélien, président de la junte de gouvernement du Venezuela en 1958. 